# Llwyngwril
Llwyngwril är en by i Gwynedd i Wales. Byn är belägen 145,8 km 
från Cardiff. Orten har 542 invånare (2016).